# 杜显忠
杜显忠（1932年10月—2002年5月30日），男，黑龙江林口人，中华人民共和国政治人物，曾任黑龙江省人民政府副省长，黑龙江省人大常委会副主任，第九届全国人大代表。